# Murtaza Rahimov
Murtaza Gubajdullovič Rahimov (rusko Муртаза Губайдуллович Рахимов; baškirsko Мортаза Ғөбәйҙулла улы Рәхимов), baškirski politik; * 7. februar 1934, Tavakanovo, † 11. januar 2023
Bil je ruski politik Baškirske narodnosti, ki je bil od leta 1993 do 2010 prvi predsednik Baškortostana, republike v Rusiji.

## Mladost in izobraževanje
Rakhimov se je rodil 7. februarja 1934 v vasi Tavakanovo v okrožju Kugarčinsky Baškirske avtonomne sovjetske socialistične republike. Po diplomi na tehnični šoli za olje Ufa je začel delati v ufski rafineriji, imenovani po XXII. kongresu CPSU. Leta 1964 je diplomiral na Naftnem inštitutu Ufa, kasneje deloval v rafineriji Novo-Ufimsky, leta 1986 pa je bil imenovan za direktorja tega podjetja.

## Politika
Leta 1989 je bil Rakhimov izvoljen za namestnika ZSSR, istega leta pa imenovan za predsednika Vrhovnega sovjeta Republike Baškortostan. Novembra 1993 je bil predlagan za kandidata za poslanca sveta federacije, decembra istega leta pa izvoljen za prvega predsednika Baškortostana. 14. junija 1998 je bil na to mesto ponovno izvoljen. Tretjič je bil v skladu z zveznim zakonom "O glavnih jamstvih volilnih pravic in pravic do udeležbe na referendumu državljanov Ruske federacije" izvoljen 21. decembra 2003.
Rakhimov je bil tudi član Zveznega sveta Zvezne skupščine Ruske federacije, in sicer med letoma 1993 in 2001. Trenutno je član Državnega sveta Ruske federacije, predsednik sveta republike Baškortostan in predsedniškega sveta republike Baškortostan, prav tako predsednik medresorskega sveta za javno varnost Republike Baškortostan.
Rakhimov zdaj dela kot sodelavec Sistema za upravljanje ruskega Bashnefta kot del upravnega odbora proizvajalca nafte in še vedno deluje kot ugleden politik v Rusiji.

## Osebno življenje
Rakhimov je bil poročen z Luizo Galimovno Rakhimovo in je imel sina Urala Rakhimova. Ural je bil eden najbogatejših moških v Rusiji, ki ima premoženje vsaj 500 milijonov dolarjev in ni poročen. Rakhimov uradni biograf je navedel, da je Rahimov rad imel glasbo, leposlovje in fiskulturo.

## Nagrade
Rakhimov je bil odlikovan z Redom časti (1980), Redom delovnega rdečega transparenta (1986), Prijateljstvom ljudi (1994), "Za zasluge pred domovino" I. (2010) in II. stopnje (1999), Redom svetega pobožnega cesareviča Moskve Dimitrija in čudotvorca Ugliča (1999), "Za zasluge Republike Baškortostan" (2000), "V dobro domovine" po imenu V. N. Tiščov (Ruska akademija naravoslovnih znanosti) (2002), Petra Velikega (javni sklad "Najboljši menedžerji epohe") (2002), Salavata Yulaeva (2004). Poleg tega je Rahimov v letih 1996, 1999 in 2004 uradno prejel zahvalo v imenu predsednika Ruske federacije. Prejel je častno diplomo Zveznega sveta Zvezne skupščine Ruske federacije (2001), častno diplomo vlade Ruske federacije (2002), premijo "Ruski nacionalni olimp" v nominaciji "Predsednik 2002– 2003", častni nacionalni znak "Vodja ruskega gospodarstva" (2004). Podelili so mu častna čina "Zaslužni racionalizator RSFSR" (1974) in "Zasluženi naftaš Baškirije" (1977).